# 草克尔
草克尔（也称二氯己酰草胺）是一种有机化合物，化学式为C12H15Cl2NO。它是N-苯基酰胺类除草剂，与敌稗为同系物。
它会被细菌降解为3,4-二氯苯胺和3,3',4,4,'-四氯偶氮苯。